# ورنر هامل
ورنر هامل (آلمانی: Werner Hamel; ۹ فوریهٔ ۱۹۱۱ – ۲۵ ژوئیهٔ ۱۹۸۷) بازیکن هاکی روی چمن اهل آلمان بود.